# عالیجناب سرخپوش و عالیجنابان خاکستری
عالیجناب سرخپوش و عالیجنابان خاکستری، با عنوان فرعی آسیب‌شناسی گذار به دولت دموکراتیک توسعه گرا، نام کتابی است نوشته اکبر گنجی که در آن به نقد دولت و شخص هاشمی رفسنجانی به همراه برخی موضوعات دیگر پرداخته شده‌است.

این کتاب در سال ۱۳۷۸ با همکاری شورای فرهنگ عمومی به ریاست سید عطاءالله مهاجرانی، به‌طور گسترده در ایران منتشر شد. این کتاب شامل ۴۸ یادداشت و مصاحبه و شش ضمیمه است.